# Gino Rigitano
Gino Rigitano (* 13. August 1957) ist ein ehemaliger kanadischer Snookerspieler, der zwischen 1983 und 1993 für zehn Saisons Profispieler war. In dieser Zeit erreichte er unter anderem das Viertelfinale der Canadian Professional Championship 1984, die Runde der letzten 48 der Snookerweltmeisterschaft 1985 und Rang 77 der Snookerweltrangliste.

## Karriere
Rigitano wurde zur Saison 1983/84 Profispieler. Nachdem er während seiner zweiten Profisaison zweimal die Hauptrunde eines Ranglistenturnieres und dreimal eine finale Qualifikationsrunde hatte erreichen können, platzierte er sich auf Rang 77 der Snookerweltrangliste. Je eine weitere Hauptrundenteilnahme im Laufe der nächsten drei Spielzeiten sorgte dafür, dass sich Rigitano auf Platz 91 verschlechterte. Mit Ausnahme der Hong Kong Open 1989 und Turnieren der Turnierserie WPBSA Non-Ranking schied Rigitano immer in der Qualifikation aus. Abgestürzt auf Platz 186, verlor der Kanadier 1993 seinen Profistatus. Während seiner Profikarriere lebte Rigitano im Raum Edinburgh, wo er auch nach seinem Karriereende blieb. Heutzutage spielt er dort auf Amateurebene Golf.